# إرهاب شيوعي

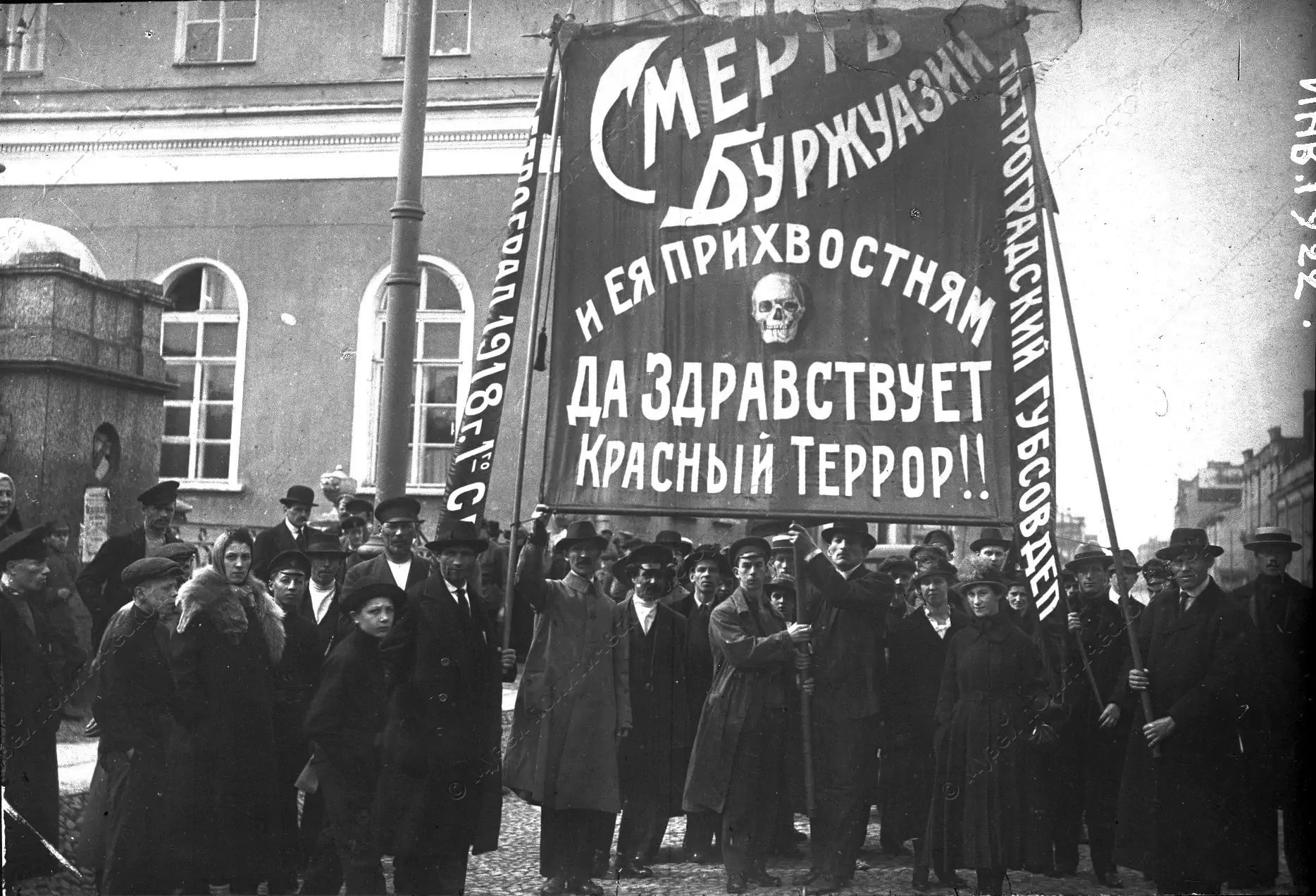
اللافتة البلشفية عام 1918: "الموت للبرجوازية وكلابها التابعة. يحيا الإرهاب الأحمر!!"

الإرهاب الشيوعي هو إرهاب مورس خلال صعود الشيوعية، أو من قبل جماعات تتبنى الشيوعية، والأيديولوجيات المرتبطة بها، كاللينينية والماركسية اللينينية والتروتسكية والماوية. تاريخيًا، اتخذ الإرهاب الشيوعي في بعض الأحيان شكل إرهاب ترعاه الدولة نال تأييد أمم شيوعية مثل الاتحاد السوفييتي والصين وكوريا الشمالية وكمبوديا. إضافة إلى ذلك، انخرطت في الإرهاب الشيوعي أيضًا جهات فاعلة غير حكومية كالألوية الحمراء وخط الجبهة وجماعة الجيش الأحمر. تأمل هذه الجماعات بأن تلهم الجماهير على أن تنهض وتبدأ بثورة للإطاحة بالنظامين السياسي والاقتصادي القائمين. يمكن أحيانًا تسمية هذه الصيغة من الإرهاب بالإرهاب الأحمر أو إرهاب اليسار.
أفضت نهاية الحرب الباردة وتفكك الاتحاد السوفييتي إلى انحسار ملحوظ في هذا الشكل من الإرهاب.

## التاريخ
في الثلاثينيات من القرن العشرين، استُخدم مصطلح «الإرهاب الشيوعي» من قبل الحزب النازي في ألمانيا كجزء من حملة بروباغندا لنشر الخوف من الشيوعية. وجه النازيون باللوم في وقوع حريق الرايخستاغ على الإرهاب الشيوعي، الذي استخدموه كحجة لتمرير تشريع يسلب من المواطنين الألمان حريتهم الشخصية. في الأربعينيات والخمسينيات من القرن العشرين، شهدت العديد من البلدان الجنوب آسيوية، كالفيلبين وفيتنام، صعود جماعات شيوعية انخرطت في أعمال إرهابية. زعم جون سلوكوم أن الشيوعيين في ماليزيا يومنا هذا استخدموا الإرهاب لجذب الانتباه لمعتقداتهم الأيديولوجية، في حين رد فيليب ديري بأن المتمردين الماليزيين كانوا يسمون إرهابيين شيوعيين كجزء من حملة بروباغندا.
في الستينيات من القرن العشرين، أفضى الانقسام الصيني السوفييتي (بين دولتين شيوعيتين) إلى تزايد ملحوظ في الأعمال الإرهابية في الإقليم. شهد ذلك العقد أيضًا بداية عمليات إرهابية من قبل جماعات إرهابية عديدة في أوروبا واليابان والأمريكيتين. اعتبر يوناه أليكساندر هذه الجماعات منظمات شيوعية محاربة، وتحدث عن أن تلك الجماعات وُلدت من احتجاجات عام 1968 ضد حرب فيتنام. في أوروبا الغربية، عُرفت أفعال هذه الجماعات بالإرهاب الأوروبي. حاجج مؤسسو المنظمات الشيوعية المحاربة أن العنف كان ضروريًا لتحقيق أهدافهم وأن الاحتجاج السلمي كان غير فعال وغير كاف لتحقيقها. في السبعينيات من القرن العشرين، كان عدد الجماعات الماركسية أو اللينينية التي كانت تنشط في تركيا 50 جماعة، وقدر عددها ب25 في إيطاليا. بدأت الجماعات عمليات أيضًا في إيرلندا والمملكة المتحدة. اعتبر حلف الناتو والحكومات الإيطالية والألمانية والبريطانية هذه الجماعات تهديدًا كبيرًا. لم يتمتع الإرهاب الشيوعي بدعم تام من جميع الجماعات التي كانت تتعاطف معه أيديولوجيًا. مثلًا، أدان الحزب الشيوعي الإيطالي أعمالًا كهذه.

## الخلفية
على الرغم من أن فلاديمير لينين ندد بشكل منهجي بالإرهاب الذي مورس من قبل الثوريين الاشتراكيين وعارض قتل الملك، فقد أيد أيضًا الإرهاب كوسيلة، واعتبر الإرهاب الجمعي وسيلة استراتيجية وفعالة لبلوغ الأهداف الثورية. وفقًا لليون تروتسكي، كان لينين قد شدد على الضرورة المطلقة للإرهاب منذ عام 1904، يقول لينين «دكتاتورية البروليتاريا تعبير مفرغ تمامًا من أي معنى دون إكراه يعقوبي». في عام 1905، أمر لينين أعضاء «لجنة القتال» في سان بيترسبرغ بارتكاب أعمال سرقة وإحراق الممتلكات وأعمال إرهابية.
لا يتفق جميع المختصين على موقف لينين حيال الإرهاب. تزعم جوان ويت أن لينين كان يعارض ممارسة الإرهاب سوى عن طريق الحزب والجيش الأحمر بعد عام 1917. وتشير ويت أيضًا أنه كان يعارض استخدام الإرهاب بشكل طائش بل كان يؤيد استخدامه من أجل تقدم الثورة الشيوعية. يزعم تشالياند وبلين أن لينين كان يؤيد الإرهاب الجمعي في حين كان يعارض الأعمال الإرهابية العشوائية وغير المنظمة والدنيئة. وبحسب ريتشارد دريك، تخلى لينين عن أي تردد حول استخدام تكتيكات إرهابية بحلول عام 1917 مع إيمانه بضرورة مواجهة أي مقاومة للثورة الشيوعية بالقوة القصوى. يزعم دريك أنه لم يكن ثمة شك حول النية الإرهابية في برنامج لينين، كما يقر تروتسكي في كتابه الشيوعية والإرهاب، الذي نُشر في عام 1918. في هذا الكتاب، قدم تروتسكي تبريرًا مفصلًا لاستخدام الإرهاب ذاكرًا أن «من يرفض الإرهاب جملة وتفصيلًا، كأن يرفض إجراءات القمع والترهيب ضد ثورة مضادة مسلحة عاقدة العزم، لا بد أنه يرفض جميع أفكار السيادة السياسية للطبقة العاملة ودكتاتوريتها الثورية». يستند تبرير تروتسكي بشكل رئيسي إلى انتقاد لاستخدام مصطلح «الإرهاب» لوصف كافة أشكال العنف السياسي من جانب اليسار دون أن ينتقد بالشكل نفسه العنف السياسي الذي يمارس من قبل الفصائل الليبرالية أو الرجعية. يحاجج النقاد من جهة اليسار أنه في حين أن السجلات التاريخية تشير إلى أن الحركات الشيوعية ارتكبت فعلًا في بعض الأحيان أعمال عنف، فإن مصطلح «الإرهاب» يستخدم بشكل غير منصف في مصادر وسائل الإعلام الغربية للإشارة إلى كافة أعمال العنف السياسي التي مورست من قبل اليسار، في حين أن التكتيكات المشابهة في العنف التي مورست من قبل الولايات المتحدة وحلفائها تبقى دون تفحص.

## أمثلة

### بلغاريا
ارتُكب الهجوم على كنيسة سفيتا نيديليا في 16 من شهر أبريل في عام 1925 من قبل جماعة تنتمي إلى الحزب الشيوعي البلغاري. فجرت الجماعة سطح كنيسة سفيتا نيديليا في صوفيا، بلغاريا. قُتل 150 شخصًا وأصيب نحو 500 بجروح.

### كمبوديا
وصف جوزيف إس. ترومان الإبادة الجماعية التي ارتكبت في كمبوديا من قبل الخمير الحمر وأفضت إلى مقتل ما بين 1.7 مليون و2.5 مليون شخص بأنها عمل إرهابي.

### الصين
قدّر بينجامين إيه. فالنتينو أن الفظائع التي ارتكبت من قبل كل من الحكومة القومية والحزب الشيوعي الصيني خلال الحرب الأهلية الصينية أسفرت عن مقتل ما بين 1.8 مليون و 3.5 شخص بين عامي 1927 و1949. في أواخر الأربعينيات من القرن العشرين، تحدث تقرير لوزارة الخارجية الأمريكية أن الإرهاب الشيوعي في الصين بعد الحرب العالمية الثانية، بما في ذلك النهب والمجازر والتجنيد القسري ضمن ميليشيات، تخطى أفعال اليابان الإمبراطورية

### إندونيسيا
انخرط الحزب الشيوعي الإندونيسي في ما اعتُبر عملًا إرهابيًا خلال التمرد الشيوعي في عام 1948 وأيضًا في محاولة الانقلاب الفاشلة في عام 1965. إلا أن الحزب تحول تحت قيادة دي. إن. إيديت إلى حزب قانوني يعمل علنًا داخل البلاد ويرفض الكفاح المسلح. بلغت محاولة الانقلاب الفاشلة ذروتها في الإبادة الجماعية الإندونيسية وتغيرٍ لاحق في النظام إلى ديكتاتورية عسكرية يمينية في أعقاب التطهيرات.

### اليابان
في أواخر الستينيات من القرن العشرين، شكلت الشيوعية اليابانية فوساكو شينغينوبو جماعة الجيش الأحمر الياباني العسكرية الإرهابية. كان هدف الجماعة البدء بثورة شيوعية عالمية من خلال استخدام الإرهاب. ودبرت هجمات عديدة ضد السفارات واختطاف طائرات وتفجيرات واحتجاز رهائن. وكانت مسؤولة عن عملية مطار اللد التي قُتل فيها 26 شخصًا وجرح 79. في عام 1988، فجر أعضاء من الجيش الأحمر الياباني سيارة خارج مرفق ترفيهي في نابولي مما أسفر عن مقتل 4 مدنيين إيطاليين وجندية أمريكية وإصابة 15 آخرين بجروح.
اندمج أعضاء من الجيش الأحمر الياباني مع أعضاء من فصيل اليسار الثوري لتشكيل الجيش الأحمر الموحد الذي عُرف من خلال حادثة أساما سانسو، التي كانت مواجهة دامت لأسبوع مع الشرطة بعد أن قتلت الجماعة 14 عضوًا من الأعضاء الذين ينتمون إليها.

### البيرو
تأسست جماعة الدرب الساطع في عام 1969 من قبل أستاذ الفلسفة الماوية أبيمايل غوزمان كانشقاق عن الحزب الشيوعي البيروفي. في عام 1980، حين عقدت حكومة البيرو انتخابات للمرة الأولى منذ 12 عامًا، رفضت جماعة الدرب الساطع المشاركة في الانتخابات واختارت عوضًا عن ذلك إعلان الحرب ضد الحكومة. انخرطت الجماعة في أعمال عنف كالاغتيالات والتفجيرات وقطع الرؤوس والمجازر وأيضًا رجم الضحايا حتى الموت أو حرق البشر وهم أحياء. اعتُقل غوزمان في عام 1922 وحكم بالسجن مدى الحياة بسبب تهم بالإرهاب المفرط والقتل.
تُعتبر جماعة الدرب الساطع منظمة إرهابية من قبل البيرو واليابان والولايات المتحدة والاتحاد الأوروبي وكندا، ونتيجة لذلك منعت كل تلك الدول تمويل الجماعة وتقديم أي دعم مالي آخر لها.

### الفليبين
وصف جيش الشعب الجديد الذي تأسس في عام 1969 بأنه ثالث أكبر جماعة إرهابية تقوم بعمليات في الفليبين. نفذت هذه الجماعة هجمات بين عامي 1987 و1992 قبل دخولها حركة التصحيح العظيم الثانية. بين عامي 2000 و2006، نفذت الجماعة 42 هجومًا آخر. يعتبر جيش الشعب الجديد جماعة إرهابية من قبل الفلبين والولايات المتحدة والاتحاد الأوروبي ونيوزيلندا.

### رودسيا
في رودسيا (التي أعيدت تسميتها إلى زمبابوي في عام 1980)، وخلال الحرب الأهلية الرودسية في السبعينيات من القرن العشرين، اعتبرت الحكومة محاربي حرب العصابات الذين كانوا يقومون بأعمال في البلاد إرهابيين شيوعيين.